# El Naranjo, Jalisco
El Naranjo är en ort i Mexiko.   Den ligger i kommunen Ameca och delstaten Jalisco, i den centrala delen av landet, 500 km väster om huvudstaden Mexico City. El Naranjo ligger 1 238 meter över havet och antalet invånare är 160.
Terrängen runt El Naranjo är kuperad åt nordväst, men åt sydost är den platt. Runt El Naranjo är det ganska tätbefolkat, med 70 invånare per kvadratkilometer. Närmaste större samhälle är Ameca, 2,1 km nordost om El Naranjo. Omgivningarna runt El Naranjo är en mosaik av jordbruksmark och naturlig växtlighet.